# Liste der Baudenkmale in Pinnow (bei Schwerin)
In der Liste der Baudenkmale in Pinnow sind alle Baudenkmale der Gemeinde Pinnow (Landkreis Ludwigslust-Parchim) und ihrer Ortsteile aufgelistet (Stand: Januar 2021).

## Baudenkmale nach Ortsteilen

### Pinnow
| ID | Lage                      | Bezeichnung                               | Beschreibung | Bild                           |
| -- | ------------------------- | ----------------------------------------- | --- | ------------------------------ |
|    | (Karte)                   | Kirche mit Friedhof, Mausoleum            | Gotische, einschiffige Backsteinkirche vom 14. Jahrhundert; Turm nur als Unterbau aus Feldstein mit Walmdach; Nordanbau in Fachwerk; Innen: flache Holzdecke, gotischer Schnitzaltar von um 1500, Kanzelreste von 1592; Sanierung von um 1913 mit neugotischen Elementen. | Kirche mit Friedhof, Mausoleum |
|    | Am See 1 (Karte)          | Wohnhaus                                  | |                                |
|    | Dorfstraße 4 (Karte)      | Büdnerei                                  | |                                |
|    | Dorfstraße 12 (Karte)     | Büdnerei                                  | |                                |
|    | Dorfstraße 13 (Karte)     | Bauernhaus                                | |                                |
|    | Dorfstraße 16 (Karte)     | Schule, ehem.                             | |                                |
|    | Dorfstraße 20 (Karte)     | Pfarrhaus, Scheune, Remise                | |                                |
|    | Dorfstraße (Karte)        | Kriegerdenkmal 1914/18                    | |                                |
|    | Friedhof                  | neuer Friedhof, 2 deutsche Soldatengräber | |                                |
|    | B 321, Höhe Kiesgrube     | Todesmarschgedenkstein                    | |                                |
|    | Zum Petersberg 20 (Karte) | Bauernhaus mit Stall                      | |                                |

### Godern
| ID | Lage                          | Bezeichnung               | Beschreibung | Bild           |
| -- | ----------------------------- | ------------------------- | ------------ | -------------- |
|    | Alte Dorfstraße 20 (Karte)    | Büdnerei                  |              | Büdnerei       |
|    | Alte Dorfstraße 26            | Bauernhaus                |              |                |
|    | Alte Dorfstraße               | Kriegerdenkmal 1914/18    |              |                |
|    | an der Straße nach Gneven     | Meilenstein               |              |                |
|    | Am Mühlensee 4 (Karte)        | Wassermühle, ehem., Stall |              |                |
|    | L Abzweig nach Godern (Karte) | Wegweiserstein            |              | Wegweiserstein |